# Donald I.
Donald I. MacAlpin (Domnall mac Ailpín; * um 812; † 863) war 
schottischer König von 859 bis 863.
Donald war Nachfolger seines Bruders Kenneth I. In seiner kurzen Amtszeit schuf er ein als Laws of Aedh bekanntes Gesetzeswerk, die auch die Tanistry-Tradition beinhaltete. Gemäß diesem Brauch wurde der Thronfolger des Königs während dessen Amtszeit unter den ältesten und würdigsten seiner Sippe gewählt. Als Nachfolger Donalds wurde sein Neffe Konstantin I. gewählt, der nach dessen Tod den Thron besteigen sollte. Der Tanistry-Brauch kam bis zur Herrschaft von Malcolm II. zur Anwendung.
Über die Umstände von Donalds Tod im Jahr 863 herrscht Unklarheit. Entweder starb er während einer Schlacht beim Dorf Scone in Perthshire oder friedlich in seinem Palast in Kinn Belachoir. Donald I. hatte ein Kind, Giric (Gregory), dieser regierte zusammen mit Eochaid von 878 bis 889. Er wurde auf Iona begraben.